# Warrnambool
Warrnambool là một thành phố trong bang Victoria, Úc. Thành phố có dân số người (năm 2010). Thành phố có cự ly cách thủ phủ bang Melbourne km.
Warrnambool (Maar: Peetoop hoặc Wheringkernitch hoặc Warrnambool) là một thành phố trên bờ biển phía tây nam của Victoria, Úc. Vào tháng 6 năm 2016, Warrnambool có dân số ước tính là 35.214 người. Nằm trên Đường cao tốc Princes, Warrnambool ( Quận Allansford) .

## Lịch sử
Tên gọi Warrnambool từ bắt nguồn từ tên địa phương người Úc bản địa cho một hình nón núi lửa gần đó. 
Một truyền thuyết phổ biến là mà những người châu Âu đầu tiên để khám phá Warrnambool được Cristóvão de Mendonca và thủy thủ đoàn và họ đã khảo sát bờ biển gần đó và bị bỏ hoang ở địa điểm gần thành phố hiện nay là vào đầu thế kỷ 16, trên cơ sở các báo cáo chưa được xác minh phát hiện của người đánh cá heo địa phương về xác tàu của một con tàu gỗ gụ. Nguồn gốc của con tàu đã được cho từ các nước khác nhau Pháp, Trung Quốc, Tây Ban Nha và Bồ Đào Nha. Không có bằng chứng vật chất để cho rằng tàu Mahogany tồn tại.
Nhà thám hiểm Pháp Nicholas Baudin ghi điểm mốc ven biển năm 1802. Khu vực này được thường xuyên đánh bắt cá voi đầu trong thế kỷ 19. Matthew Flinders đi thuyền bờ biển trong các Điều tra viên, và thuyền trưởng James Grant trong Nelson Lady cũng khám phá các khu vực này.
Những người định cư đầu tiên đến những năm 1840 trong khu vực Lady Bay, mà đã là một hải cảng tự nhiên. Thành phố được khảo sát vào năm 1846 và thành lập ngay sau đó, bưu điện mở cửa ngày 1 tháng 1 năm 1849.